# Serie A2 2006-2007 (pallavolo femminile)
La Serie A2 italiana di pallavolo femminile 2006-2007 si è svolta dal 25 novembre 2006 al 17 giugno 2007: al torneo hanno partecipato sedici squadre di club italiane e la vittoria finale è andata per la prima volta alla Futura Volley Busto Arsizio.

## Regolamento
Le squadre hanno disputato un girone all'italiana, con gare di andata e ritorno, per un totale di trenta giornate; al termine della regular season:
- La prima classificata è promossa in Serie A1.
- Le classificate dal secondo al quinto posto hanno acceduto ai play-off promozione, strutturati in semifinali, giocate al meglio di due vittorie su tre gare, e finale, giocata al meglio di tre vittorie su cinque gare: la vincitrice è promossa in Serie A1.
- Le ultime quattro classificate sono retrocesse in Serie B1.

## Squadre partecipanti
Le squadre partecipanti sono 16: delle squadre provenienti dalla Serie A1, era risultata regolarmente iscritta la sola Original Marines Arzano, dato che Tortolì aveva ceduto il diritto a partecipare al campionato alla Pallavolo Reggio Emilia. All Fin Volta Mantovana, Brunelli Nocera Umbra, Copra Piacenza e Mancini Iveco Castellana Grotte erano le neopromosse dalla Serie B. Infine, i ripescaggi di Magic Pack Cremona e Sea Grossi Lam Urbino avevano sopperito alle defezioni di Civitanova Marche e Corridonia.
| 1ª Classe BBC Roma                                            |
| ------------------------------------------------------------- |
| Stagioni in Serie A2: 16                                      |
| Campo di gioco: Palafonte di Roma                             |
| 2005-06: 6ª in A2                                             |
| Allenatore: G. Milano, poi M. Sarcinella, poi L. De Gregoriis |

| All Fin Volta Mantovana                               |
| ----------------------------------------------------- |
| Stagioni in Serie A2: 1                               |
| Campo di gioco: PalaValle di Volta Mantovana, MN      |
| 2005-06: 1ª in B1; vincitrice dei play-off promozione |
| Allenatore: Davide Zanichelli                         |

| Brunelli Nocera Umbra                                 |
| ----------------------------------------------------- |
| Stagioni in Serie A2: 1                               |
| Campo di gioco: Palasport di Nocera Umbra, PG         |
| 2005-06: 1ª in B1; vincitrice dei play-off promozione |
| Allenatore: Andrea Pistola, poi William Fiorani       |

| Copra Piacenza                                        |
| ----------------------------------------------------- |
| Stagioni in Serie A2: 1                               |
| Campo di gioco: PalaBanca di Piacenza                 |
| 2005-06: 2ª in B1; vincitrice dei play-off promozione |
| Allenatore: Enrico Mazzola                            |

| Europea 92 Isernia                                |
| ------------------------------------------------- |
| Stagioni in Serie A2: 2                           |
| Campo di gioco: PalaFraraccio di Isernia          |
| 2005-06: 8ª in A2                                 |
| Allenatore: Francesco Montemurro, poi Mauro Fresa |

| Lamaro Roma                       |
| --------------------------------- |
| Stagioni in Serie A2: 2           |
| Campo di gioco: Palasport di Roma |
| 2005-06: 7ª in A2                 |
| Allenatore: Luca Cristofani       |

| Magic Pack Cremona                                                 |
| ------------------------------------------------------------------ |
| Stagioni in Serie A2: 2                                            |
| Campo di gioco: PalaRadi di Cremona                                |
| 2005-06: 13ª in A2; ripescata per la rinuncia di Civitanova Marche |
| Allenatore: Stefano Micoli                                         |

| Mancini Iveco Castellana Grotte                       |
| ----------------------------------------------------- |
| Stagioni in Serie A2: 4                               |
| Campo di gioco: Pala167 di Castellana Grotte, BA      |
| 2005-06: 1ª in B1; vincitrice dei play-off promozione |
| Allenatore: Donato Radogna                            |

| Marche Metalli Hik Castelfidardo               |
| ---------------------------------------------- |
| Stagioni in Serie A2: 4                        |
| Campo di gioco: Palasport di Castelfidardo, AN |
| 2005-06: 4ª in A2                              |
| Allenatore: Maurizio Moretti                   |

| Original Marines Arzano                  |
| ---------------------------------------- |
| Stagioni in Serie A2: 2                  |
| Campo di gioco: Palasport di Casoria, NA |
| 2005-06: 11ª in A1                       |
| Allenatore: Paolo Giribaldi              |

| Pallavolo Reggio Emilia                                      |
| ------------------------------------------------------------ |
| Stagioni in Serie A2: 1                                      |
| Campo di gioco: PalaBigi di Reggio nell'Emilia               |
| 2005-06: 11ª in B1; acquisisce i diritti sportivi di Tortolì |
| Allenatore: Salvatore Brancato                               |

| Riso Scotti Pavia                    |
| ------------------------------------ |
| Stagioni in Serie A2: 2              |
| Campo di gioco: PalaRavizza di Pavia |
| 2005-06: 10ª in A2                   |
| Allenatore: Gianfranco Milano        |

| Sea Grossi Lam Urbino                                  |
| ------------------------------------------------------ |
| Stagioni in Serie A2: 4                                |
| Campo di gioco: PalaMondolce di Urbino, PU             |
| 2005-06: 15ª in A2; acquisisce i diritti di Corridonia |
| Allenatore: Daniele Capriotti, poi Bruno Napolitano    |

| Unicom Starker Kerakoll Sassuolo              |
| --------------------------------------------- |
| Stagioni in Serie A2: 2                       |
| Campo di gioco: PalaPaganelli di Sassuolo, MO |
| 2005-06: 2ª in A2                             |
| Allenatore: Luciano Pedullà                   |

| Yamamay Busto Arsizio                            |
| ------------------------------------------------ |
| Stagioni in Serie A2: 7                          |
| Campo di gioco: PalaYamamay di Busto Arsizio, VA |
| 2005-06: 5ª in A2                                |
| Allenatore: Carlo Parisi                         |

| Zoppas Industries Conegliano                                  |
| ------------------------------------------------------------- |
| Stagioni in Serie A2: 2                                       |
| Campo di gioco: Palasport Giovanni Paolo II di Conegliano, TV |
| 2005-06: 12ª in A2                                            |
| Allenatore: Davide Zanichelli                                 |

## Torneo

### Regular season

#### Tabellone
|                | Arzano | Busto Arsizio | Castelfidardo | Castellana | Conegliano | Cremona | Isernia | Nocera Umbra | Pavia | Piacenza | Reggio Emilia | Roma Pallavolo | Roma Virtus | Sassuolo | Urbino | Volta |
| -------------- | ------ | ------------- | ------------- | ---------- | ---------- | ------- | ------- | ------------ | ----- | -------- | ------------- | -------------- | ----------- | -------- | ------ | ----- |
| Arzano         | XXX    | 3-1           | 0-3           | 1-3        | 1-3        | 1-3     | 3-0     | 3-2          | 2-3   | 3-1      | 3-0           | 3-0            | 3-1         | 3-0      | 3-2    | 2-3   |
| Busto Arsizio  | 3-1    | XXX           | 3-1           | 3-0        | 3-0        | 3-1     | 3-0     | 3-0          | 3-1   | 3-0      | 3-0           | 3-0            | 3-1         | 2-3      | 3-0    | 3-1   |
| Castelfidardo  | 3-0    | 1-3           | XXX           | 3-1        | 3-2        | 2-3     | 3-2     | 1-3          | 3-0   | 1-3      | 3-0           | 3-1            | 3-0         | 3-2      | 3-1    | 3-1   |
| Castellana     | 3-1    | 0-3           | 3-0           | XXX        | 3-1        | 1-3     | 3-1     | 3-1          | 3-1   | 3-0      | 3-0           | 3-2            | 0-3         | 0-3      | 3-0    | 3-2   |
| Conegliano     | 3-0    | 1-3           | 3-2           | 3-2        | XXX        | 3-2     | 3-2     | 3-0          | 3-0   | 1-3      | 3-1           | 3-0            | 3-2         | 0-3      | 3-1    | 1-3   |
| Cremona        | 0-3    | 1-3           | 3-1           | 3-0        | 3-0        | XXX     | 3-0     | 3-1          | 0-3   | 2-3      | 3-1           | 3-2            | 0-3         | 3-0      | 3-1    | 3-0   |
| Isernia        | 3-0    | 3-2           | 2-3           | 3-1        | 3-0        | 3-1     | XXX     | 3-0          | 2-3   | 3-0      | 2-3           | 3-0            | 3-1         | 3-1      | 3-0    | 0-3   |
| Nocera Umbra   | 3-0    | 3-1           | 3-0           | 3-0        | 0-3        | 2-3     | 3-1     | XXX          | 1-3   | 3-0      | 3-1           | 3-1            | 3-2         | 3-2      | 3-1    | 3-2   |
| Pavia          | 3-0    | 0-3           | 1-3           | 3-0        | 1-3        | 0-3     | 3-1     | 3-1          | XXX   | 3-1      | 3-2           | 3-0            | 3-0         | 3-2      | 3-0    | 2-3   |
| Piacenza       | 3-1    | 1-3           | 1-3           | 3-1        | 3-2        | 0-3     | 2-3     | 1-3          | 3-2   | XXX      | 0-3           | 3-1            | 1-3         | 0-3      | 3-0    | 1-3   |
| Reggio Emilia  | 1-3    | 1-3           | 3-1           | 3-2        | 0-3        | 3-2     | 1-3     | 1-3          | 0-3   | 3-0      | XXX           | 3-0            | 1-3         | 1-3      | 3-1    | 2-3   |
| Roma Pallavolo | 2-3    | 1-3           | 2-3           | 3-1        | 3-1        | 3-1     | 3-0     | 3-1          | 1-3   | 3-2      | 2-3           | XXX            | 0-3         | 2-3      | 3-2    | 3-2   |
| Roma Virtus    | 3-0    | 2-3           | 3-0           | 3-1        | 3-0        | 1-3     | 3-0     | 3-2          | 1-3   | 3-0      | 3-1           | 3-1            | XXX         | 3-1      | 3-0    | 3-0   |
| Sassuolo       | 3-0    | 3-0           | 3-1           | 3-1        | 3-0        | 1-3     | 3-1     | 3-0          | 3-0   | 3-2      | 2-3           | 3-0            | 0-3         | XXX      | 3-0    | 3-2   |
| Urbino         | 3-0    | 0-3           | 0-3           | 0-3        | 0-3        | 0-3     | 3-2     | 0-3          | 2-3   | 3-1      | 0-3           | 2-3            | 0-3         | 2-3      | XXX    | 3-2   |
| Volta          | 0-3    | 0-3           | 3-1           | 3-2        | 0-3        | 3-1     | 3-0     | 3-1          | 3-1   | 3-1      | 0-3           | 3-0            | 0-3         | 2-3      | 3-0    | XXX   |

#### Classifica
| Pos. | Squadra                          | Pt | G  | V  | P  | SV | SP |
| ---- | -------------------------------- | -- | -- | -- | -- | -- | -- |
| 1.   | Yamamay Busto Arsizio            | 76 | 30 | 25 | 5  | 81 | 29 |
| 2.   | Lamaro Roma                      | 62 | 30 | 20 | 10 | 71 | 38 |
| 3.   | Unicom Starker Kerakoll Sassuolo | 58 | 30 | 20 | 10 | 71 | 46 |
| 4.   | Magic Pack Cremona               | 57 | 30 | 19 | 11 | 68 | 47 |
| 5.   | Riso Scotti Pavia                | 51 | 30 | 18 | 12 | 63 | 52 |
| 6.   | Marche Metalli Hik Castelfidardo | 48 | 30 | 17 | 13 | 63 | 55 |
| 7.   | Zoppas Industries Conegliano     | 48 | 30 | 17 | 13 | 60 | 53 |
| 8.   | Brunelli Nocera Umbra            | 48 | 30 | 16 | 14 | 60 | 56 |
| 9.   | All Fin Volta Mantovana          | 47 | 30 | 15 | 15 | 59 | 60 |
| 10.  | Europea 92 Isernia               | 43 | 30 | 13 | 17 | 55 | 60 |
| 11.  | Mancini Iveco Castellana Grotte  | 40 | 30 | 13 | 17 | 52 | 61 |
| 12.  | Original Marines Arzano          | 38 | 30 | 13 | 17 | 49 | 61 |
| 13.  | Pallavolo Reggio Emilia          | 33 | 30 | 12 | 18 | 50 | 66 |
| 14.  | 1ª Classe BBC Roma               | 29 | 30 | 9  | 21 | 45 | 75 |
| 15.  | Copra Piacenza                   | 27 | 30 | 9  | 21 | 42 | 74 |
| 16.  | Sea Grossi Lam Urbino            | 15 | 30 | 4  | 26 | 27 | 83 |

| Promossa in Serie A1 | Promossa dopo i play-off promozione | Retrocesse in Serie B1 |

### Play-off promozione

#### Tabellone
|  | Semifinali | Semifinali | Semifinali | Semifinali | Semifinali |  |  | Finale | Finale   | Finale   | Finale   | Finale | Finale | Finale |  |
|  |            |            |            |            |            |  |  |        |          |          |          |        |        |        |  |
|  | 2          | V. Roma    | V. Roma    | 3          | 3          |  |  |        |          |          |          |        |        |        |  |
|  | 5          | Pavia      | Pavia      | 1          | 0          |  |  | 2      | V. Roma  | V. Roma  | V. Roma  | 1      | 0      | 2      |  |
|  | 3          | Sassuolo   | Sassuolo   | 3          | 3          |  |  | 3      | Sassuolo | Sassuolo | Sassuolo | 3      | 3      | 3      |  |
|  | 4          | Cremona    | Cremona    | 0          | 2          |  |  |        |          |          |          |        |        |        |  |

#### Risultati
| Semifinali |                  |     |                            |
|            |                  |     |                            |
| 30-05      | V. Roma-Pavia    | 3-1 | 25-22, 25-19, 19-25, 25-20 |
| 30-05      | Sassuolo-Cremona | 3-0 | 25-16, 25-23, 31-29        |

| 03-06 | Pavia-V. Roma    | 0-3 | 12-25, 19-25, 15-25               |
| 02-06 | Cremona-Sassuolo | 2-3 | 22-25, 25-16, 18-25, 26-24, 13-15 |

| Finale |                  |     |                                   |
|        |                  |     |                                   |
| 10-06  | V. Roma-Sassuolo | 1-3 | 27-25, 16-25, 25-27, 25-27        |
| 13-06  | Sassuolo-V. Roma | 3-0 | 25-16, 25-15, 25-22               |
| 17-06  | V. Roma-Sassuolo | 2-3 | 21-25, 25-14, 25-17, 20-25, 10-15 |